# Torre de Cala Figuera

Torre de Cala Figuera  es una torre defensiva situada en el municipio español de Calviá, en Mallorca, la mayor de las islas Baleares.

## Historia
La torre fue edificada entre 1579 y 1582, y hay varias noticias de sus torreros y el armamento con que contaba. En 1643 se hicieron obras en la torre, en 1672 se arregló el portal y la garita y se rebozar la torre. En 1750 se documenta su mal estado de conservación y se inicia su restauración, que se documenta con un contrato: se arreglan grietas y revestimiento, la garita, el batipuerto y partes del pavimento. En 1754 todavía hacía falta hacer algunas reparaciones y en 1794 la torre tenía una grieta importante en la parte que mira al mar, y la cisterna perdía agua. Fue subastada en 1876, estando en mal estado.
La torre se sitúa a unos 20 metros sobre el nivel de mar. Su visibilidad se centra en el punto donde se une el tramo de la costa de El Toro-Santa Ponsa y la de Magalluf-Palmanova-Portales. Permitiendo el control del tramo de costa de paso obligado por delante del faro de Cala Figuera. Esta torre mantenía comunicación con la torre de las Islas Malgrats y con la de Portals Vells, con la que mantiene conexión visual. Asimismo, controla visualmente el acceso al posible punto de desembarco en Cala Figuera.

## Descripción
Se trata de una torre de defensa formada por dos cuerpos, uno de troncocónico a modo de escarpa, en la base, donde se abre un portal con dintel y un cilindro en la parte superior, con un cordón que los separa. Responde a la tipología de torre de señales, con una cámara principal elevada y una plataforma superior. Parece ser que la torre tenía una cisterna. La altura de la torre es aproximadamente de 8,5 metros, y está construida a base de bloques de arenisca trabados con mortero. El acceso se hace a partir de un portal adintelado, al que se accedía originalmente a través de una escalera exterior de madera hoy desaparecida. Hay un pasillo de 1,4 metros que da acceso al único espacio interior, una cámara circular de 2,4 metros de diámetro y cubierta por una cúpula semiesférica con una altura máxima de 3,4 metros. Empotrada en la vuelta había una abertura que permitía acceder a la terraza, de 3,6 metros de diámetro. En la coronación había una aspillera orientada al camino de acceso.

## Estado de conservación
El estado de conservación tipológico es bueno ya que no se han hecho intervenciones posteriores sobre el propio elemento que hayan modificado sustancialmente sus características tipológicas esenciales. Sin embargo, se debe señalar que se observan rasgos de la presencia de construcciones añadidas en intervenciones posteriores pero actualmente desaparecidas.
Aunque la tipología se mantiene inalterada, la torre ha sufrido una importante degradación física que ha causado la pérdida de parte del propio elemento. Actualmente su estado de degradación se ha acelerado gravemente hasta el punto de que la torre se encuentra en peligro inminente de derrumbe.
La estructura presenta en la fachada sur de la construcción fuertes erosiones y alveolizaciones en las fábricas, con pérdidas de mortero y falta de cohesión, lo que junto con su exposición a la intemperie, han favorecido la penetración del agua en el interior de los muros acelerando la descomposición de la masa pétrea y tapial.
Fruto de este proceso continuo a los elementos estructurales de la torre, se ha producido el hundimiento del lienzo de la vertiente sur y oeste. La vuelta de la parte interior, a pesar de no se haya podido accedido a su interior, parece que se encuentra en pie.
En la parte este, aunque los muros han perdido piezas importantes que ponen en peligro la estabilidad de los estructuras, estas aún se mantienen. Se observan procesos de degradación relacionados con la pérdida de mortero de juntas y erosiones. Parte de su coronamiento ha desaparecido, junto con parte del sistema de evacuación de aguas de la terraza.
En cuanto al estado de conservación del entorno, la torre se sitúa en un entorno natural poco afectado urbanísticamente, con algunas edificaciones como la base militar de Cala Figuera, faro de Cala Figuera, pequeñas construcciones situadas a lo largo del camino de acceso al faro, que en cualquier caso no han afectado a la posibilidad de conexión visual de esta torre con las sucesivas. Esta posibilidad ha perdurado hasta la actualidad.